# Ginástica nos Jogos Olímpicos de Verão de 1928 - Equipes femininas
O evento por equipes femininas fez parte da programação da ginástica nos Jogos Olímpicos de Verão de 1928. Este foi o primeiro evento de ginástica olímpica para mulheres e o único evento de ginástica para mulheres naquela edição. No entanto, um evento feminino da ginástica voltaria novamente apenas nas edições de 1936. As pontuações totais foram determinadas pela adição de componentes de solo, aparelhagem e de salto.

## Medalhistas
As três nações com o maior número de pontos conquistaram as medalhas, as neerlandesas conquistaram a medalha de ouro com uma grande diferença na pontuação em relação as vice-campeãs. A Itália, que por sua vez também terminou o evento com uma diferença significativa em relação as terceiras colocadas, conquistou a prata com uma equipe de jovens (cerca de nove das doze integrantes italianas tinham menos de 15 anos). A medalha de bronze ficou com as britânicas.
|  | NED Países Baixos |  | ITA Itália |  | GBR Grã-Bretanha |
|  | Estella Agsteribbe Jacomina van den Berg Alida van den Bos Petronella Burgerhof Elka de Levie Helena Nordheim Ans Polak Petronella van Randwijk Hendrika van Rumt Jud Simons Jacoba Stelma Anna van der Vegt |  | Bianca Ambrosetti Lavinia Gianoni Luigina Giavotti Virginia Giorgi Germana Malabarba Clara Marangoni Luigina Perversi Diana Pizzavini Luisa Tanzini Carolina Tronconi Ines Vercesi Rita Vittadini |  | Annie Broadbent Lucy Desmond Margaret Hartley Amy Jagger Isabel Judd Jessie Kite Marjorie Moreman Edith Pickles Ethel Seymour Ada Smith Hilda Smith Doris Woods |

## Resultados
Fontes: Resultados oficiais; De Wael; Sports Reference.
| Posição | Nação             | Ginásticas | Total  | PS    | PA     | PS     |
| ------- | ----------------- | --- | ------ | ----- | ------ | ------ |
| 1       | NED Países Baixos | Estella Agsteribbe, Jacomina van den Berg, Alida van den Bos, Petronella Burgerhof, Elka de Levie, Helena Nordheim, Ans Polak, Petronella van Randwijk, Hendrika van Rumt, Jud Simons, Jacoba Stelma, Anna van der Vegt                | 316.75 | 98.50 | 110.00 | 108.25 |
| 2       | ITA Itália        | Bianca Ambrosetti, Lavinia Gianoni, Luigina Giavotti, Virginia Giorgi, Germana Malabarba, Clara Marangoni, Luigina Perversi, Diana Pizzavini, Luisa Tanzini, Carolina Tronconi, Ines Vercesi, Rita Vittadini                           | 289.00 | 92.75 | 102.00 | 94.25  |
| 3       | GBR Grã-Bretanha  | Annie Broadbent, Lucy Desmond, Margaret Hartley, Amy Jagger, Isabel Judd, Jessie Kite, Marjorie Moreman, Edith Pickles, Ethel Seymour, Ada Smith, Hilda Smith, Doris Woods                                                             | 258.25 | 88.75 | 94.50  | 75.00  |
| 4       | HUN Hungria       | Valéria Frantz-Herpich, Mária Hámos, Aranka Hennyei, I. Hennyei, Anna Kael, Margit Kövessi, Margit Pályi, E. Ruda, Irén Rudas, Aranka Szeiler, Ilona Szöllõsi, Judit Tóth                                                              | 256.50 | 99.25 | 78.00  | 79.25  |
| 5       | FRA França        | Mathilde Bataille, Honorine Delescluse, Louise Delescluse, Galuëlle Dhont, Valentine Héméryck, Paulette Houtéer, Georgette Meulebroeck, Renée Oger, Antonie Straeteman, Jeanne Vanoverloop, Berthe Verstraete, Geneviève Vankiersbilck | 247.50 | 83.50 | 87.50  | 76.50  |

## Tragédia das atletas dos Países Baixos
A seleção dos Países Baixos era composta por cinco integrantes judaicas, além do técnico. Durante os eventos da Segunda Guerra Mundial, cinco desses seis integrantes foram mortos em campos de concentração nazistas.
O treinador da seleção era Gerrit Kleerekoper, que faleceu no dia 2 de julho de 1943 em Sobibor junto com sua esposa, Kaatje, e sua filha de 14 anos, Elisabeth. Leendert, seu filho de 18 anos, faleceu em Auschwitz no dia 31 de julho de 1944. A suplente da equipe foi Judikje Simons, que faleceu também em Sobibor no dia 3 de março de 1943, junto com seu marido, Bernard Themans, e seus cinco filhos, incluindo sua filha de um ano de idade, Sonja, e o seu filho de três anos, Leon.
Além desses integrantes, Lea Nordheim, Ans Polak e Stella Agsteribbe também foram mortas junto com seus familiares em campos de concentrações. Nordheim faleceu em Sobibor no dia 2 de julho de 1943, ao lado de seu marido, Abraham, e sua filha Rebecca. Polak também faleceu em Sobibor, mas no dia 23 de julho de 1943, junto com sua filha de seis anos, Eva. Além delas, Barend, seu marido, faleceu em Auschwitz em 1944. Agsterribbe faleceu em Auschwitz no dia 17 de setembro de 1943 junto com sua filha Nanny e seu filho de dois anos, Alfred. Enquanto seu marido, Samuel Blits, faleceu também em Auschwitz no dia 28 de abril de 1944.